# 丹·奧拉如
丹·奧拉如（1996年11月11日—）是一名摩爾多瓦射箭運動員，曾代表國家參加2012年倫敦奧運的射箭比賽，於16強敗於韓國選手止步。他也參加了2015年歐洲運動會和2019年歐洲運動會。